# 그루브 음악
그루브 음악(영어: Groove-, 이전 명칭: Xbox Music과 Zune Music, 다른 이름: 마이크로소프트 그루브, Microsoft Groove)은 마이크로소프트가 개발했던 디지털 음악 스트리밍 서비스이며 윈도우 스토어로 가입 또는 구매를 통해 음악을 제공했다. 이 서비스는 웹 기반이며 마이크로소프트 윈도우, 엑스박스 제품 계열, 안드로이드, iOS용 애플리케이션을 통해 이용할 수 있었다. 그루브 카탈로그는 50,000,000개 이상의 트랙이 있다.
마이크로소프트는 2017년 10월 2일에 2017년 12월 31일 서비스를 종료할 것이라고 발표했다.
그루브 음악은 2017년 12월 31일 공식 중단되었다.

## 지원 지역

파랑: 그루브 뮤직 패스 이용 가능. 어두운 파랑: 그루브 뮤직 스토어만 이용 가능

그루브 이용 가능 국가는 다음을 포함한다:
- 아르헨티나
- 오스트레일리아
- 오스트리아
- 벨기에
- 브라질
- 캐나다
- 덴마크
- 핀란드
- 프랑스
- 독일
- 아일랜드
- 이탈리아
- 일본 (스토어 전용)
- 멕시코
- 네덜란드
- 뉴질랜드
- 노르웨이
- 포르투갈
- 스페인
- 스웨덴
- 스위스
- 영국
- 미국

## 같이 보기
- 윈도우 미디어 플레이어
- 미디어 플레이어 (윈도우 11)